# Тарас (Лодзинське воєводство)
Тарас (пол. Taras) — село в Польщі, у гміні Пшедбуж Радомщанського повіту Лодзинського воєводства.
Населення — 202 особи (2011).
У 1975-1998 роках село належало до Пйотрковського воєводства.

## Демографія
Демографічна структура станом на 31 березня 2011 року:
|          | Загалом | Допрацездатний вік | Працездатний вік | Постпрацездатний вік |
| -------- | ------- | ------------------ | ---------------- | -------------------- |
| Чоловіки | 109     | 16                 | 75               | 18                   |
| Жінки    | 93      | 12                 | 45               | 36                   |
| Разом    | 202     | 28                 | 120              | 54                   |